# Кузнецов, Георгий Иванович (полный кавалер ордена Славы)
Гео́ргий Ива́нович Кузнецо́в (7 мая 1900, хутор Бармаковский, Оренбургская губерния — 20 апреля 1979, Белово, Кемеровская область) — советский военнослужащий; участник Великой Отечественной войны, полный кавалер ордена Славы.

## Биография
Родился 7 мая 1900 года на хуторе Бармаковский Орского уезда в русской крестьянской семье. Окончил 4 класса. Участвовал в Гражданской войне, был командиром эскадрона.
В 1930-е годы переехал в Белово, коновозчиком в строительном цехе цинкового завода.
В августе 1941 года призван в Красную Армию, с марта 1942 — в боях Великой Отечественной войны. Командовал отделением 204-го инженерно-сапёрного батальона (31-я инженерно-сапёрная бригада, 113-я стрелковая дивизия,  31-я армия, 3-й Белорусский фронт).
16 ноября 1943 года с тремя бойцами ворвался в деревню Боброво (Белоруссия), занял оборону и в течение 11 часов удерживал её. За этот бой получил медаль «За отвагу».
Руководя группой заграждения местности в районе деревни Леполаты (Литва), в ночь на 12 октября 1944 под непрерывным миномётным огнём проделал 2 прохода в минных полях противника, снял и обезвредил много противотанковых и противопехотных мин.
В ночь на 13 октября 1944 вместе с другими сапёрами по-пластунски подобрался к проволочному заграждению противника и проделал в нем удлиненными зарядами 2 прохода для выхода стрелковых подразделений на рубежи атаки. 6 ноября 1944 награждён орденом Славы 3 степени.
При прорыве обороны противника в 2 км юго-восточнее населённого пункта Голдап (Польша) в ночь на 15 января 1944 под огнём вражеских пулемётов проделал со своим отделением проход шириной до 15 м в минных и проволочных заграждениях, обеспечив выдвижение наступающих подразделений. 17 марта 1945 награждён орденом Славы 2 степени.
В бою за город Хайльсберг в Восточной Пруссии 10 февраля 1945 заменил выбывшего из строя командира взвода и бесстрашно повёл бойцов на штурм вражеских позиций. 7 марта 1945 награждён орденом Славы 2 степени, 21 декабря 1951 перенаграждён орденом Славы 1 степени.
В сентябре 1945 года демобилизован в звании старшины. Жил в городе Белово Кемеровской области, работал на цинковом заводе.

## Награды
- орден Славы 3-й (6.11.1944), 2-й (7.3.1945) и 1-й (17.3.1945) степеней
- две медали «За отвагу» (21.1.1944, 5.7.1944)[1][2].

## Память
Имя Г. И. Кузнецова с июня 1993 года носит улица в Белово, на которой в 2010 году установлена мемориальная доска.

## Комментарии
1. 1 2  В последующем — деревня Русский Бармак (в некоторых источниках — Бормак[1]); не сохранилась, ныне — территория Зианчуринского района Башкирии[2].